# Natagaima
Natagaima – miasto w Kolumbii, w departamencie Tolima.